# B'z (1988年のアルバム)
『B'z』（ビーズ）は、日本の音楽ユニット・B'zが1988年9月21日にBMGビクターからリリースしたデビューアルバムである。このアルバムは、BMGルームス（現:VERMILLION RECORDS）の設立後も、発売権はソニー・ミュージックダイレクトのGT musicに残された。

## 概要
デビューシングル『だからその手を離して』と同時リリースされた。
キャッチフレーズは「最先端から加速する。（空想の未来なら、いらない。）」。アルバムタイトルはユニット名と同じ「B'z」（いわゆるセルフタイトル）となっている。
後に非公式ベスト・アルバム『Flash Back -B'z Early Special Titles-』には、「ハートも濡れるナンバー ～stay tonight～」、「ゆうべのCrying ～This is my truth～」、「孤独にDance in vain」、「Fake Lips」を除く、5曲が収録された。
ジャケットには、白い背景の中央にB'zメンバーの写真と、その周囲に大きな文字で「B'z」と書かれており、また『'（アポストロフィー）』の中に発音記号で「BiːZ」と表記されている。
歌詞カードは折りたたみ式になっており、ジャケットと歌詞カードが別々になっている。更にメンバーのプロフィールも掲載されていて、ディスクを取り外すとメンバーの3D写真が現れる。ディスクレーベルのデザインは汎用タイプで、このレーベルデザインは2ndアルバム『OFF THE LOCK』まで使用された。裏ジャケットには、初回発売分のみ限定番号がふられた。
「Half Tone Lady」「Fake Lips」以外の全ての曲がフェードアウトで終わっている。
メンバーが作詞曲をしていない曲が2曲あるが、これは2人がそれぞれの制作に限界を感じ、他の人物に頼んだためである。
発売当時は無名だったこともあり、初登場48位で、100位以内には4週ランクインしたのみだった。その後、ミニ・アルバム『BAD COMMUNICATION』のヒットとともに売り上げを伸ばした。
アナログ盤（レコード）も発売され、2018年に結成30周年記念として他のオリジナル・アルバムと共に再びアナログレコード化された。
2021年5月21日、サブスクリプションサービスにて全曲解禁に伴い、iTunesでも本作から『BREAK THROUGH』までの初期の作品が配信された。

## 収録曲
| 全編曲: 明石昌夫。 |                                            |           |           |       |
| #                  | タイトル                                   | 作詞      | 作曲      | 時間  |
| 1.                 | 「だからその手を離して」                   | 稲葉浩志  | 松本孝弘  | 3:49  |
| 2.                 | 「Half Tone Lady」                         | 稲葉浩志  | 松本孝弘  | 3:36  |
| 3.                 | 「ハートも濡れるナンバー〜stay tonight〜」 | 稲葉浩志  | 松本孝弘  | 4:38  |
| 4.                 | 「ゆうべのCrying〜This is my truth〜」     | 稲葉浩志  | 松本孝弘  | 5:30  |
| 5.                 | 「Nothing To Change」                      | 亜蘭知子  | 松本孝弘  | 4:36  |
| 6.                 | 「孤独にDance in vain」                    | 稲葉浩志  | 大槻啓之  | 4:54  |
| 7.                 | 「It's not a dream」                       | 稲葉浩志  | 松本孝弘  | 3:55  |
| 8.                 | 「君を今抱きたい」                         | 稲葉浩志  | 松本孝弘  | 4:13  |
| 9.                 | 「Fake Lips」                              | 稲葉浩志  | 松本孝弘  | 4:38  |
| 合計時間:          | 合計時間:                                  | 合計時間: | 合計時間: | 39:49 |

## 楽曲解説
1. だからその手を離して
  - 1stシングルの表題曲。本作の収録曲で最後に完成した[8]。
2. Half Tone Lady
  - 「だからその手を離して」が完成する前はシングル曲候補だった[4]。
3. ハートも濡れるナンバー 〜stay tonight〜
  - 1stシングルのカップリング曲。
4. ゆうべのCrying 〜This is my truth〜
5. Nothing To Change
  - この曲のみ亜蘭知子が作詞している。
6. 孤独にDance in vain
  - この曲のみ大槻啓之が作曲している。
  - 本作唯一のライブ未演奏曲。
7. It's not a dream
8. 君を今抱きたい
  - B'zとして初めて制作した曲[8]。
  - 後にミニ・アルバム『BAD COMMUNICATION』で全英詞ダンスビートナンバーにリメイクされた。
9. Fake Lips

## 参加ミュージシャン
- 松本孝弘:ギター、作曲(#1-5.7-9)
- 稲葉浩志:ボーカル、作詞(#1-4.6-9)
- 亜蘭知子:作詞(#5)
- 大槻啓之:作曲(#6)
- 明石昌夫:全曲編曲
- 江口信夫[注釈 3]:ドラム[9]